# Sentori terziari
Nella analisi organolettica di un vino i sentori terziari (o profumi terziari) sono quelli che derivano dall'invecchiamento di un vino.
Sono normalmente sviluppati da processi di acetalizzazione, esterificazione e di ossidazione di molecole di alcol, tannini, acidi e tantissime altre sostanze.
Conferiscono generalmente al vino profumi speziati (pepe, anice, chiodi di garofano, liquirizia, cannella, vaniglia etc) tostati (caffè, cacao, catrame, fumo etc), animali (selvatico, sudore, cuoio etc) ed eterei sapone, ceralacca, vernice, etc).
Questi sentori sono talvolta voluti e vengono ottenuti attraverso l'invecchiamento in barriques o in botti, tramite la microssigenazione, attraverso l'affinamento in bottiglia e altre tecniche. Talvolta questi sentori sono il segno dell'eccesso di invecchiamento di un vino o della sua cattiva conservazione.